# Икэда, Юкихико
Юкихико Икэда (яп. 池田 行彦, 13 мая 1937, Кобе — 28 января 2004, Токио) — японский государственный деятель, министр иностранных дел Японии (1996—1997).

## Биография
В 1961 году окончил юридический факультет Токийского университета. В 1961 году поступил на государственную службу в министерство финансов.
В 1964 году он был прикомандирован к министерству иностранных дел и через год занял пост вице-консула в Нью-Йорке. В 1969 году он женился на Норико Икэде, дочери бывшего премьер-министра Хаято Икэды. Вернувшись в министерство финансов, он занимался созданием Японского фонда, а в 1974 году стал секретарём министра финансов Масаёси Охиры.
В 1976 году был избран депутатом Палаты представителей японского парламента, переизбирался десять сроков подряд, до своей смерти. В Либерально-демократической партии занимал ряд ключевых постов: председателя комиссии по вопросам обороны, председателя совета по подготовке решений и главы научно-политического совета.
- 1981—1982 годы — заместитель генерального секретаря кабинета министров Японии,
- 1986—1989 годы — председатель финансового комитета Палаты представителей,
- 1989 год — глава комитета по управлению и координации премьер-министра,
- 1990 год — заместитель генерального секретаря ЛДП,
- 1990—1991 годы — директор Управления национальной обороны Японии,
- 1996—1997 годы — министр иностранных дел, его жёсткая позиция относительно требований запрета пристани на архипелаге Токто привела к серии антияпонских демонстраций в Сеуле. В этот же период произошёл кризис, связанный с захватом японских заложников в японском посольстве в перуанской Лиме.

В 1998 году был назначен главой планового департамента ЛДП, занимал должности председателя Совета по изучению политических вопросов и председателя исполнительного совета ЛДП. В 2000 году помог тогдашнему премьер-министру страны Ёсиро Мори победить во внутрипартийной борьбе группу оппозиционеров во главе с руководителем фракции ЛДП в Палате представителей Коити Като.